# مارین پول
مارین پول (انگلیسی: Marin Poole؛ زاده ۱ فوریهٔ ۱۹۸۴) یکی از شرکت‌کنندگان دوشیزه ایالات متحده آمریکا در سال ۲۰۰۵ بوده است.